# Jarl

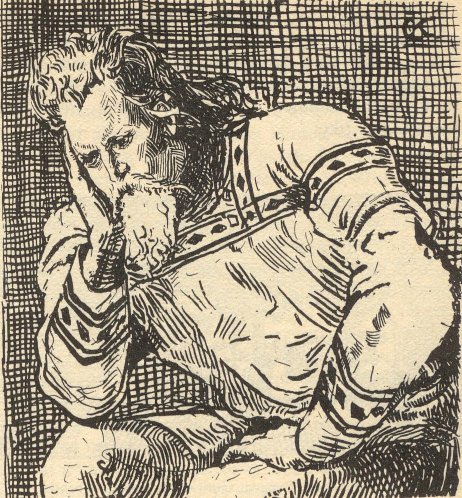
Dibujo hecho por Christian Krohg (1852-1925).

Jarl (pl. Jarlar) es, en las lenguas nórdicas, el equivalente al título de conde o de duque. Solía ser un rango de carácter hereditario, o concedido por el rey a prominentes caudillos militares que apoyaban a la corona. Históricamente destacaron los jarls de las Orcadas y Shetland.
En la mitología nórdica, Jarl era el hijo de Ríg (Heimdal) y de Modir (la sangre más pura). Ríg habla a Jarl acerca de las runas y otras magias, así como del lenguaje de los pájaros. Jarl reunió entonces a algunos hombres y conquistó varias tierras. Después se casó con Erna, con la que tuvo once hijos, los antepasados de los guerreros de la sociedad nórdica. El más notable de todos ellos era Konr Ungr («Kon el Joven») que tenía la fuerza de ocho hombres, conocía el lenguaje de los pájaros y los cazaba en los bosquecillos, hasta que un cuervo le reprochó que silenciase a las aves y que sería mejor asegurarse una montura, empuñar la espada y salir a hacer el vikingo para que otros prueben el filo de su hoja, ya que Danr y Danpr tenían mejores tierras y haciendas. De Konr Ungr procede según la creencia popular el origen de los reyes nórdicos (en nórdico antiguo: konungr).
La posición de un jarl se específica en la Rígsthula, una leyenda escandinava que describe al dios Ríg yaciendo con tres parejas para procrear y traer al mundo a las tres clases sociales: thralls, karls y jarls. El poema describe cómo debe ser la imagen, el comportamiento y el tipo del trabajo que se espera de cada uno:
Un muchacho parió Módir, lo vistió con sedas,
con agua le roció, Jarl le llamaron;
rubio era su pelo, brillantes sus mejillas,
agudos sus ojos cual los de una sierpe.
Creció allí Jarl entre los bancos;
blandía escudo de tilo, trenzaba cuerdas de arco,
tensaba los arcos, hacía puntas de flecha,
lanzaba los dardos, agitaba las lanzas,
montaba a caballo, azuzaba los perros,
empuñaba la espada, se echaba a nadar.
Llegó luego al bosque Ríg por el camino,
Ríg por el camino, y le enseñó las runas;
le dijo su nombre y que era hijo suyo;
entonces le ofreció los bienes alodiales,
los bienes alodiales y los campos antiguos.
Marchó entonces por bosques oscuros,
montes llenos de escarcha, hasta llegar a una casa;
comenzó a blandir las astas y a agitar escudos,
galopó a caballo y blandió la espada;
comenzó la lucha, enrojeció el llano,
mató guerreros, destruyó las tierras.
El Earl es un título nobiliario adoptado en Inglaterra tras la conquista del rey vikingo Canuto II de Dinamarca. Este título designaba, en principio, a los gobernadores de los shires o a los condes. En el siglo XIX, este título es únicamente honorífico y no implica ninguna función.).
Otro ejemplo in exteris se encuentra en la conquista normanda de Italia Meridional, con el título que ostentó Jarl Rogeirr (Roger I de Sicilia).

## Heimskringla
En la saga de Harald Hårfagre, Snorri Sturluson menciona la composición del destacamento militar de un jarl en el siglo X. Un jarl era la única figura político militar, aparte del rey, autorizado para disponer de un hird, un gran séquito armado. Su vínculo con la corona le obligaba a proveer con sesenta hombres las fuerzas reales cuando se requería. El jarl tenía a su servicio cuatro o cinco hersirs que recibían un pago de 20 marcos y a su vez proveían al rey con 20 hombres más cada uno.

## En la cultura popular
- En el videojuego Age of Mythology, los jarl son la mejor unidad a caballo de la civilización nórdica.
- En The Elder Scrolls V: Skyrim, los jarl son los gobernantes de cada comarca de la región de Skyrim, un poco al estilo de los antiguos condes o duques vikingos.
- En el videojuego Mount & Blade, jarl es el título de los personajes que pertenecen al bando del reino nórdico (vasallos del rey Ragnar).